# Ligustrinae
Ligustrinae Koehne, 1893 è una sottotribù di piante angiosperme appartenenti alla famiglia delle Oleaceae.

## Etimologia
Il nome della sottotribù deriva dal suo genere tipo Ligustrum L., 1753 un antico nome latino, già usato da Gaio Plinio Secondo (23 – 79]) scrittore, ammiraglio e naturalista romano e da Virgilio (70 a.C. – 19 a.C.) poeta romano, per le piante chiamate volgarmente ligustro o olivella.
Il nome scientifico della sottotribù è stato definito per la prima volta dal botanico e dendrologo germanico Bernhard Adalbert Emil Koehne (1848-1918) nella pubblicazione "Deutsche Dendrologie. Kurze Beschreibung der in Deutschland im Freien Auhaltenden Nadel- und Laubholzgewachse" - : 500 del 1893.

## Descrizione

### Portamento
Il portamento delle specie di questa sottotribù è arbustivo o arboreo (piccoli alberi). Le forme biologiche prevalenti sono fanerofite cespugliose (P caesp), ossia piante perenni e legnose (alte diversi metri), con gemme svernanti poste ad un'altezza dal suolo maggiore di 30 cm con portamento cespuglioso (= molto ramoso) e nano-fanerofite (NP), ossia piante perenni e legnose, con gemme svernanti poste ad un'altezza dal suolo tra i 30 cm e i 2 metri e più.

### Foglie

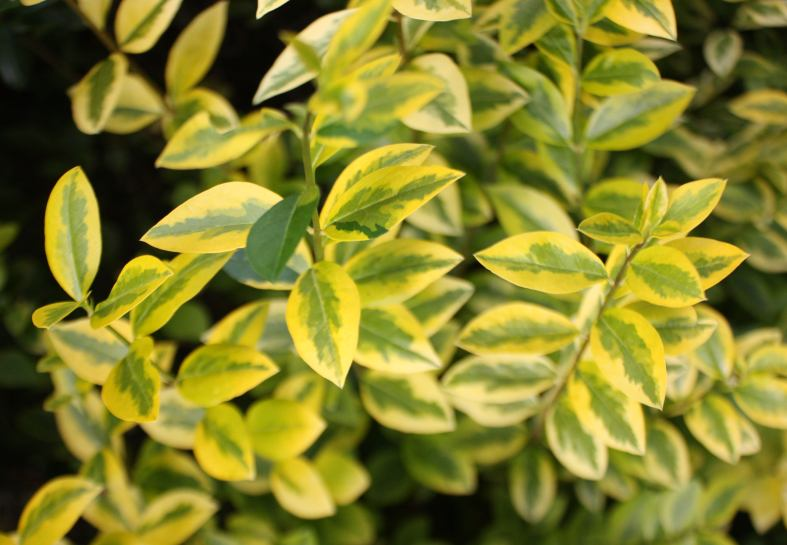
Le foglie
Ligustrum ovalifolium

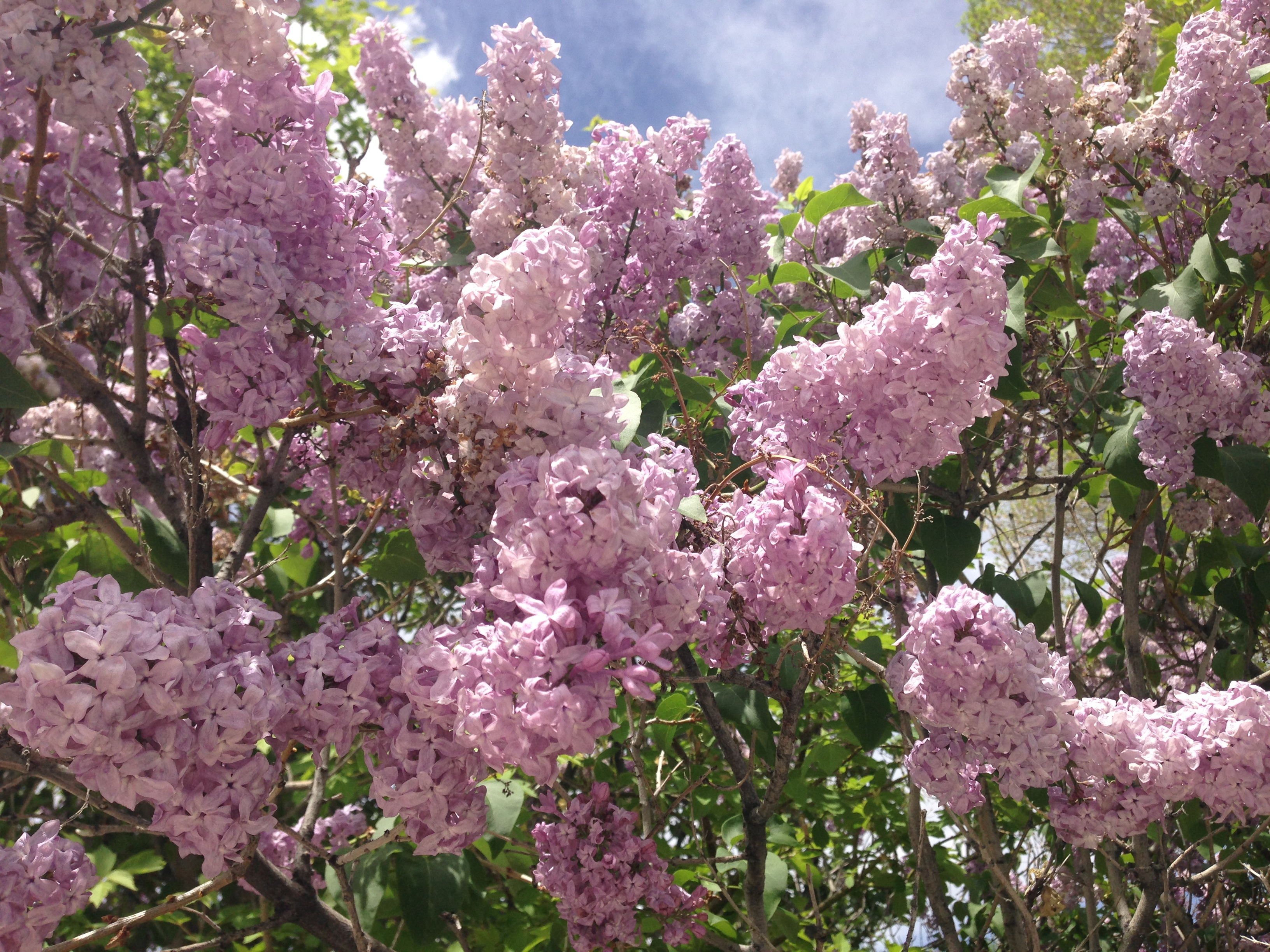
Infiorescenza
Syringa vulgaris

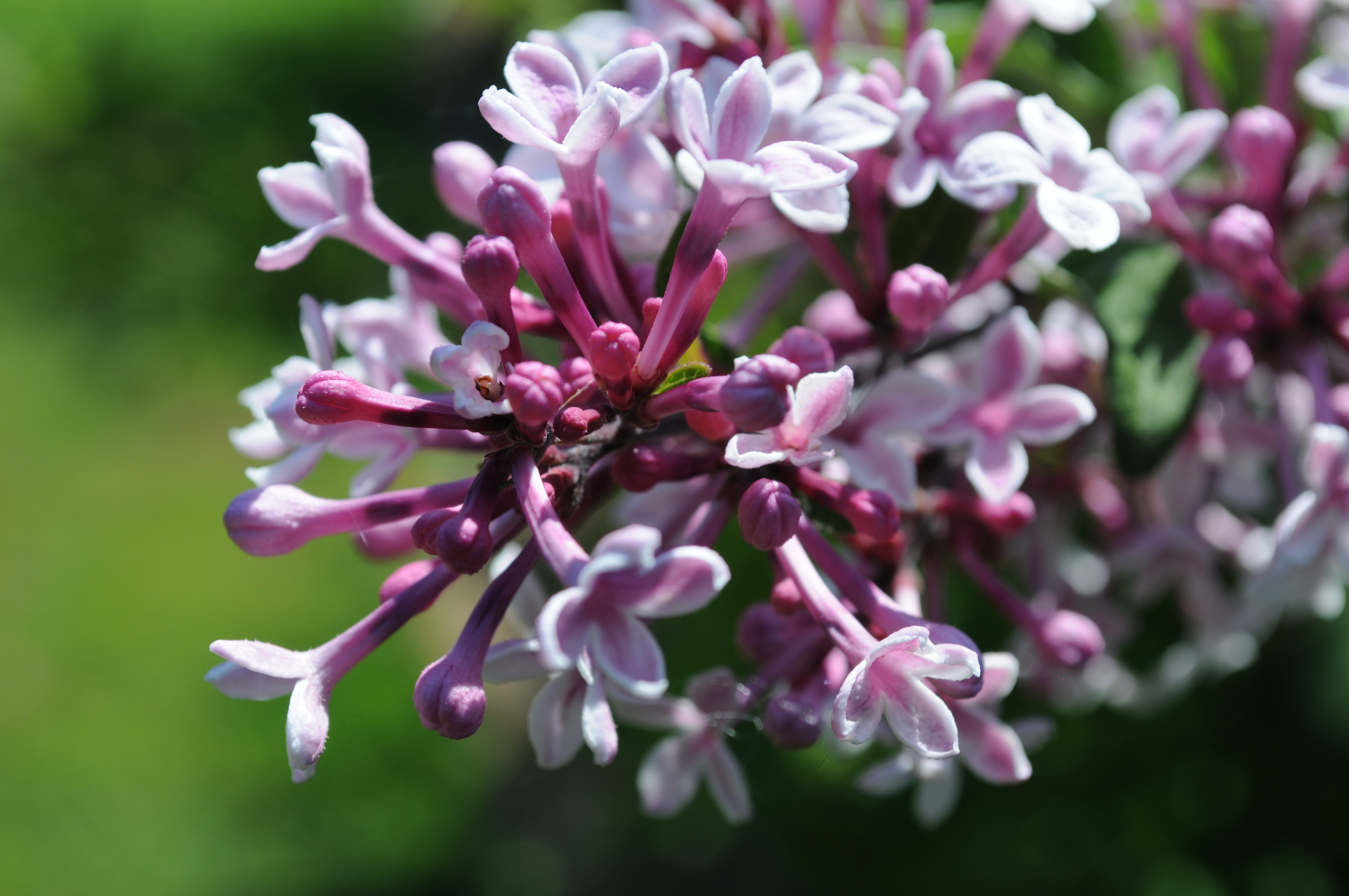
I fiori
Syringa pubescens

Le foglie lungo il caule sono disposte in modo opposto e sono decidue o sempreverdi. La lamina è semplice (intera con forme da ellittiche o lanceolate a ovato-cuoriformi) oppure pennata (imparipennata); il colore in genere è verde-scuro. Le foglie sono provviste di brevi piccioli e sono prive di stipole.

### Infiorescenze
Le infiorescenze sono del tipo cimoso-panicolato, con portamento terminale (subterminale) o ascellare.

### Fiori
I fiori sono ermafroditi, attinomorfi e tetraciclici (ossia formati da 4 verticilli: calice– corolla – androceo – gineceo) e tetrameri (ogni verticillo ha 4 elementi).
- Formula fiorale. Per la famiglia di queste piante viene indicata la seguente formula fiorale:[9][10]

* K (4), [C (4), A 2], G (2), supero, bacca/capsula.
- Il calice è gamosepalo a forma campanulata, piccolo con 4 lobi oppure è quasi assente.
- La corolla è gamopetala, glabra e con forme più o meno da cilindriche a imbutiformi. Termina con 4 lobi valvati a forma di cappuccio. Il colore della corolla è lillacino, ma anche rosso, viola e bianco.
- L'androceo è formato da 2 stami inclusi e adnati alla corolla. Le antere sono formate da due teche con deiscenza longitudinale. Il polline è tricolpato.
- Il gineceo è bicarpellato (sincarpico - formato dall'unione di due carpelli) ed ha un ovario supero, biloculare con 2 ovuli penduli per loculo. Gli ovuli sono provvisti di un solo tegumento e sono tenuinucellati (con la nocella, stadio primordiale dell'ovulo, ridotta a poche cellule).[13] La placentazione è assile. Lo stilo è unico e termina con uno stigma bifido. Il nettare è secreto dalle ovaie.

### Frutti
Il frutto in Syringa è una capsula loculicida con 1 o 2 semi strettamente alati per ogni cella; mentre in Ligustrum è una bacca o una drupa carnosa con 1 - 4 semi. Il colore in genere è nerastro.

## Biologia
Le specie di questa tribù si riproducono per impollinazione mediata dagli insetti (impollinazione entomogama) o dal vento (impollinazione anemogama).
I semi cadendo (dopo aver eventualmente percorso alcuni metri a causa del vento - dispersione anemocora) a terra sono dispersi soprattutto da insetti tipo formiche (mirmecoria).

## Distribuzione e habitat
Le specie di questa tribù vivono soprattutto in habitat temperati e subtropicali dell'Eurasia (una sola specie è presente in Australia).

## Tassonomia
La famiglia delle Oleaceae comprende 27 generi e circa 600 specie con distribuzione cosmopolita dalle regioni tropicali fino a quelle temperate.
La sottotribù è descritta all'interno della tribù Oleeae; tribù caratterizzata dalla presenza di flavoni glicosidi, ovario con 2 ovuli penduli per loculo, vasi multipli e fibre libriformi nel legno.
Il numero cromosomico delle specie di questo gruppo è: 2n = 46 (48).

### Filogenesi

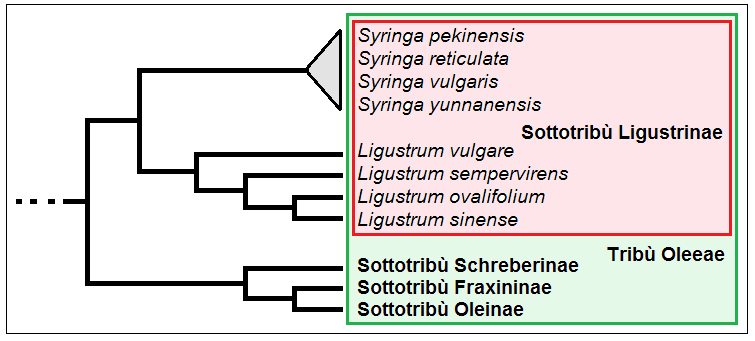
Cladogramma della sottotribù

Nell'ambito della tribù Oleeae la sottotribù Ligustrinae dal punto di vista filogenetico risulta "gruppo fratello" del resto della tribù. Entrambi i generi formano un clade monofiletico ben supportato (forse Syringa è parafiletico). Oltre che dai dati molecolari, la monofilia è comprovata anche dai dati morfologici: i frutti ad esempio pur essendo delle capsule in Syringa e delle drupe deiscenti in Ligustrum, sono abbastanza simili in fase di sviluppo e si differenziano solamente in seguito nel mesocarpo; inoltre il legno ha dei vasi con fasci cavi più o meno semplici (vessel-ray pits +/- simple).
Il cladogramma tratto dallo studio citato (e semplificato) mostra l'attuale struttura filogenetica di alcune specie della sottotribù.

### Generi
La sottotribù è formata da due generi e circa 60 specie:
- Ligustrum L., 1753 - circa 40/45 specie (distribuzione: Vecchio Mondo - esclusa l'Africa).
- Syringa L., 1753 - circa 20 specie (distribuzione: zone subtropicali dell'Eurasia)

### Specie italiane e europee
In Italia, nella flora spontanea, sono presenti da tempo due specie di questo gruppo:
- Ligustrum vulgare L. - Ligustro, olivella. In Italia è presente nella parte continentale e in Sicilia.
- Syringa vulgaris L. - Serenella. In Italia è presente al Nord.

Altre specie inizialmente coltivate in seguito si sono, almeno in parte, inselvatichite (nella pubblicazione "An annotated checklist of the Italian Vascular Flora" sono definite "Esotiche naturalizzate":
- Ligustrum japonicum Thunb. - Distribuzione: Friuli-Venezia Giulia.
- Ligustrum lucidum Aiton - Distribuzione: dal Nord al Sud in modo discontinuo (è presente anche in Sardegna).
- Ligustrum ovalifolium Hassk. - Distribuzione: Nord e Sardegna.
- Ligustrum sinense Lour. - Distribuzione: Friuli Venezia Giulia.

In Europa è presente anche la specie Syringa josikaea J. Jacq. ex Rchb. f. distribuita in Ucraina e Romania.